# Phare de l’Armandèche
Der Phare de l’Armandèche ist ein Leuchtturm an der französischen Atlantikküste im Département Vendée. Er befindet sich im Ortsteil La Chaume des Badeorts Les Sables-d’Olonne.

## Geschichte
Der Phare de l’Armandèche wurde als aktuell letzter großer Leuchtturm Frankreichs in den Jahren 1968/69 nach Plänen des Architekten Maurice Durand erbaut und ersetzte den aus der Mitte des 19. Jahrhunderts stammenden Phare de La Chaume im Tour d'Arundel.
Im Jahr 2012 wurde der Turm zum Monument historique erklärt.

## Bauwerk
Der sechseckige, sich verjüngende Turm erreicht einschließlich Laterne und ebenfalls sechseckigem Sockel eine Höhe von 39 Metern. Der 35 Meter hohe Turmschaft ist weiß verputzt mit senkrechten Bändern aus Glasbausteinen. Die Laterne ist rot angestrichen.
Der Turm war von Beginn an elektrifiziert und automatisiert.